# Kahil El'Zabar
Kahil El'Zabar, vlastním jménem Clifton Blackburn, (* 11. listopadu 1953 Chicago) je americký perkusionista a skladatel. Jeho otec byl policista a amatérský bubeník; první bicí soupravu od něj dostal ve čtyřech letech. Zpočátku hrál na soupravu, na samostatné perkusní nástroje až později. Studoval na Lake Forest College a docházel na hudební kurzy organizace AACM; také studoval hudbu a africké kultury v Ghaně. Profesionálně začal vystupovat v šestnácti letech, hrál s chicagským saxofonistou Genem Ammonsem a brzy také s Cannonballem Adderleym, Dizzym Gillespiem a Ninou Simone. V roce 1973 založil vlastní soubor Ethnic Heritage Ensemble, se kterým vydal řadu alb. Také vydal několik alb pod svým jménem a se skupinou Ritual Trio, častou rozšířenou o další hudebníky. Za album A Time for Healing (2022) byl nominován na cenu Grammy. Je rytířem francouzského Řádu umění a literatury.